# Солёная тропа
«Солёная тропа» (англ. The Salt Path) — художественный фильм режиссёра Марианны Эллиотт, её режиссёрский дебют. Автором сценария стала Ребекка Ленкевич, в основу которого легли одноимённые мемуары Рейнор Уинн. Главные роли исполняют Джиллиан Андерсон и Джейсон Айзекс.

## Сюжет
Оставшись без крова после судебных разбирательств, Рэйнор и Мот отправляются в путешествие по 630-мильному (1010 км) маршруту South West Coast Path — самому длинному непрерывному маршруту в Англии, проходящему от Майнехеда до Пула вдоль побережья Девона, Корнуолла и Дорсета. Перед походом супружеская пара узнаёт о смертельном диагнозе Мота. 

## В ролях
- Джиллиан Андерсон — Рэйнор
- Джейсон Айзекс — Мот
- Джеймс Лэнс — Грант
- Гермиона Норрис — Полли

## Производство
В мае 2023 года стало известно, что Джиллиан Андерсон и Джейсон Айзекс получили роли в экранизации мемуаров The Salt Path. Режиссёром фильма выступит Марианна Эллиотт, дебютирующая в режиссуре, а сценарий напишет Ребекка Ленкевич для Rocket Science и Elliott & Harper Productions. Продюсеры — Элизабет Карлсен, Ллойд Левин, Беатрис Левин и Стивен Вулли, финансирование осуществляют BBC Film и Lipsync Productions, а права на кинопрокат в Великобритании приобретает Black Bear Pictures.. В июле 2023 года к актёрскому составу присоединились Джеймс Лэнс и Гермиона Норрис.
В июне 2023 года появилось сообщение, что съёмки проходили в Чепстоу в Монмутшире и в Осте, Глостершир.
Основные съёмки начались в Сомерсете в июле 2023 года, а места съемок включали Майнехед и Хартленд-Куэй в Девоне.